# مسرع (كحلان عفار)

تعديل مصدري - تعديل

مسرع هي إحدى قرى عزلة عفار بمديرية كحلان عفار التابعة لمحافظة حجة، بلغ تعداد سكانها 65 نسمة حسب تعداد اليمن لعام 2004.